# Cratere Ameghino
Ameghino è un cratere lunare di 9,2 km situato nella parte nord-orientale della faccia visibile della Luna.